# 張若化
張若化（1587年—1674年），字雨玉，漳州府漳浦縣人，南明政治人物。

## 生平
張若化是崇禎九年（1636年）福建鄉試舉人，跟隨黃道周遊歷；黃道周因進言入獄，他喬裝為廝役到獄中照顧對方起居。隆武帝繼位，他獲授江西道御史，與鴻臚丞程大器隨同黃道周北伐；福京失守後他避舉鄉野，飲食清苦，搗碎柏葉代替蔬菜，四十年在山中不入城市，不曾上報姓名到清朝朝廷。張若化勵志獨行，不講求講學名，又疾惡如仇，盜賊都說：「不要入侵張公廬。」鄉民倚靠他避亂，終身沒流寇進入他住的丹山。丹山在群山中隔絕，雲霧圍繞，時常獨自經過有豺虎的小徑往來茅屋和羣峯，陶醉在泉石間悠然自得。鄭成功在思明州，倪俊明出仕，及後鄭經西征收復漳州，派遣馮錫範邀請出仕，但他未赴任，享年八十八歲。

## 家庭
- 兒子張士楷，字端卿，擅長詩文；福京失守後自詡大明遺臣的兒子，杜門不出仕，很快去世[3]。

## 引用
1. 1 2  錢海岳《南明史·卷四十五·列傳第二十一》：張若化，字雨主，漳浦人。崇禎九年舉於鄉。少從黃道周遊。道周以言事下獄，若化青衣小帽，雜廝役中，時入獄問起居，左右之。紹宗即位，授江西道御史。與鴻臚丞程大器從道周北伐。福京亡，蕙衣竹冠，食貧茹苦，搗柏葉以代蔬。山居四十年，足不入城市，未嘗以姓名通有司。
2. ↑  錢海岳《南明史·卷四十五·列傳第二十一》：勵志獨行，不標講學名，疾惡守義，懍不可犯。時兵荒盜起，羣戒曰：「慎勿犯張公廬。」鄉人依以避亂，終其身，盜不入境。所居丹山，在羣山中，巉巖阻絕，日夕雲霧往來，茅茨數椽椽，上漏下濕，豺虎交橫。時曳杖孤往，登陸羣峯，徜徉泉石，嘯歌自得。鄭成功在思明，倪俊明出仕，及鄭經西復漳州，遣馮錫範幣聘之，未赴。卒年八十八。
3. ↑  錢海岳《南明史·卷四十五·列傳第二十一》：子士楷，字端卿。窮性命之學，工詩文。福京亡，自以大明遺臣子，杜門不仕。久之卒。